# Takahashi Meijin
 (juin 2018).
高橋 利幸
Takahashi Meijin (高橋名人), de son vrai nom Toshiyuki Takahashi (高橋 利幸) est un manager en communication né le 23 mai 1959.

## Biographie

### Chez Hudson soft
Alors que Toshiyuki Takahashi travaille dans un supermarché, il décide d'investir dans un ordinateur de la marque Sharp. L'investissement étant consistant, Toshiyuki décide d'apprendre la programmation avec le langage BASIC. Au même moment, un de ses amis qui passe un entretien d'embauche à Hudson Soft l'invite à venir aussi. Le PDG recrute Toshiyuki pour son "énergie".
Toshiyuki Takahashi est d'abord employé afin de vendre aux revendeurs les logiciels pour ordinateur. Avec ses compétences en programmation, il va aider les programmeurs après avoir terminé sa journée de travail. Après un an, il est muté dans la division marketing. Il doit alors convaincre les revendeurs de commercialiser le premier jeu d'Hudson Soft pour la Famicom : Lode Runner. En vue du succès du support, il est chargé de la rédaction d'un livre pour apprendre le BASIC à l'aide du Family BASIC.
Il anime ensuite une rubrique consacrée à la Famicom et aux astuces liées aux jeux Hudson Soft dans le CoroCoro Comic. À la suite du succès de cette rubrique, la maison d'édition Shogakukan cède du temps de scène qui sera consacré à la présentation de Championship Lode Runner lors d'un festival. Toshiyuki Takahashi est désigné pour présenter le jeu, et doit s'entraîner pour connaitre le jeu par cœur. La prestation plaît énormément au public (essentiellement constitué d'enfants).
C'est ce succès qui poussera Hudson Soft à organiser des tournois dédiés au jeune public sur des jeux-vidéo de la société, les Hudson Caravan.

### Gain de popularité
C'est en août 1985 que Toshiyuki Takahashi intègre l'équipe de Ohayō Studio dans laquelle il présente une fois par semaine des jeux de Hudson Soft. L'émission étant regardée par beaucoup de collégiens, Toshiyuki Takahashi gagne beaucoup en popularité. La même année sont organisés les premiers Hudson Caravan. Il s'agit de tournois organisés dans plusieurs villes japonaises dans lesquels 250 jeunes essayent de faire le meilleur score. Ces tournois sont présentés par Toshiyuki Takahashi, prenant alors le surnom de Takahashi Meijin. La popularité de Takahashi est grandissante, et de nombreux produits dérivés voient le jour, comme un dessin animé (avec Bug tte Honey), en manga, en film (dans GAME KING) et en jeu vidéo (avec Adventure Island).

### Années 2000
En 1999, Toshiyuki Takahashi est muté dans la nouvelle filière d'Hudson Soft dédiée aux jeux de carte, Future Bee Cards. En 2003, il est nommé manager en communication et en 2006, il se voit attribuer le titre de Meijin par sa société.

## 16 shot
Lors du développement de Star Force, alors qu'il réalise un reportage sur le jeu à destination du CoroCoro Comic, Toshiyuki Takahashi décide d'appuyer le plus rapidement possible sur la touche de tir du vaisseau. Cela engendre le crash du logiciel. L'anecdote est relatée par le magazine, et devient rapidement un phénomène. À la suite des réactions de jeunes enfants demandant comment compter le nombre de fois que l'on appuie sur un bouton en une seconde, Toshiyuki Takahashi et la division responsable de la PC-Engine créent la Shooting Watch, faisant office de compteur et de montre. Takahashi Meijin est alors détenteur du record: il est capable d'appuyer 16 fois sur un bouton en une seconde.